# Unterseeboot UA
Ne doit pas être confondu avec Unterseeboot U-A mis en service le 20 septembre 1939 dans la Kriegsmarine
Le Unterseeboot UA (ou SM UA (Seiner Majestät Unterseeboot UA) ou UA) est un sous-marin du type UA de la Kaiserliche Marine pendant la Première Guerre mondiale.
Dernier sous-marin de la Classe A, une série de quatre sous-marins côtiers vendue à la Norvège, il est saisi en 1914 par la marine impériale lors de l'entrée en guerre de l'Allemagne. À la reddition de l'Allemagne, il est remis à la France et démoli à Toulon en 1920-1921.

## Historique
Le gouvernement norvégien a acheté quatre sous-marins pour la Marine royale norvégienne qui ont été presque achevés en 1913, mais n'en a reçu que trois  (A-2, A-3 et A-4) avant la Première Guerre mondiale. Le quatrième, le A-5, a été saisi par les autorités allemandes après le déclenchement de la guerre le 5 août 1914 et mis en service sous le nom de SM U0 le 14 août 1914 pour la Kaiserliche Marine. 
L'U-Boot est rebaptisé SM UA deux semaines plus tard et affecté à la protection du littoral. En 1916, le SM UA est transféré à la Ubootschule (école de sous-marin). 
Après l'armistice avec l'Allemagne en novembre 1918, le SM UA est remis à la France et finalement démoli à Toulon en 1920-21.

## Navires coulés
L'UA n'a ni coulé, ni endommagé de navire ennemi pendant sa période opérationnelle.